# Göran Hälsinges gränd

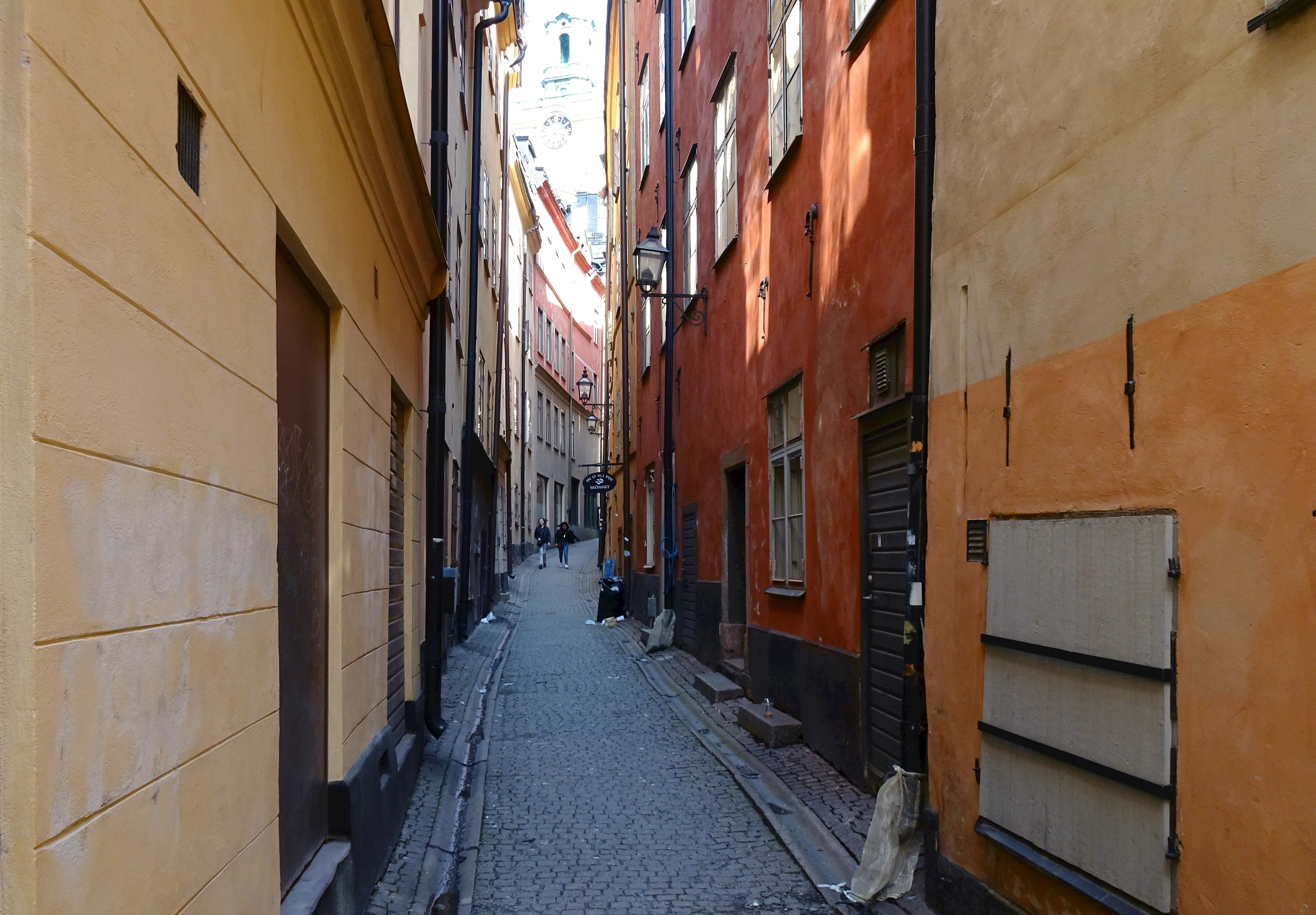
Göran Hälsinges gränd vy mot Västerlånggatan.

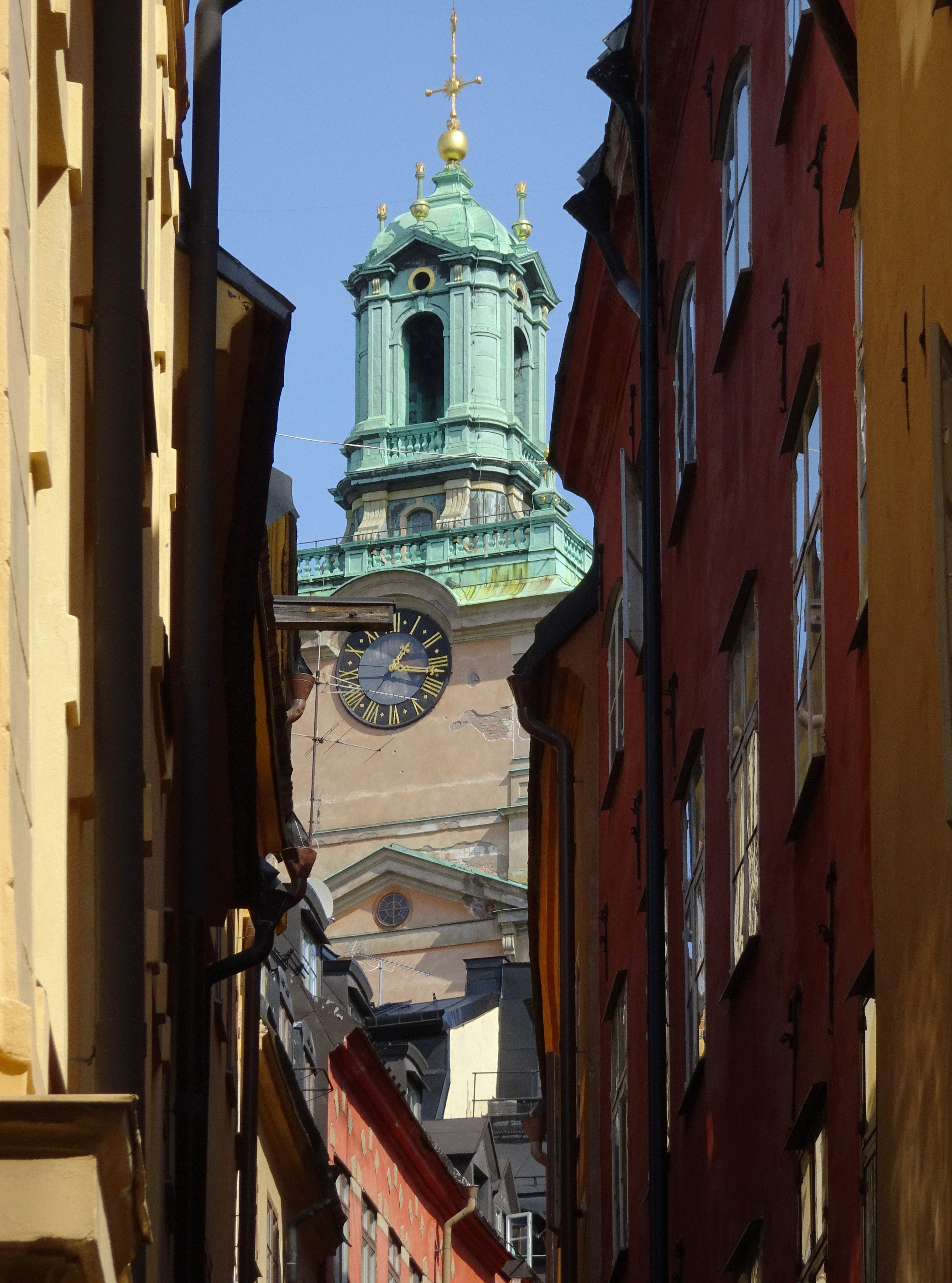
Vy genom gränden med Storkyrkan i bakgrunden.

Göran Hälsinges gränd är en gränd i Gamla stan i Stockholm som sträcker sig mellan Västerlånggatan i öster och Stora Nygatan i väster.

## Historik
Gränden har fått sitt namn efter Göran Hälsinge, som ägde ett hus här på 1500-talet. Han var son till Nils Hälsinge och Appolonia Larsdotter. Appolonia Larsdotter var amma till Erik XIV. Under en del av 1500-talet kallades gränden för Niels Helsingz grend (1548) och troligen även för Helsingz grenden (1553). Gränden går mellan Västerlånggatan och Stora Nygatan. Den är också parallellgata till Helga Lekamens gränd och Ignatiigränd.
I Fredmans epistel 31 antyds det att prostituerade höll till här på 1700-talet.